# Брембате
Бремба́те (итал. Brembate) — коммуна в Италии, располагается в регионе Ломбардия, подчиняется административному центру Бергамо.
Население составляет 7604 человека (на 2004 г.), плотность населения составляет 1436 чел./км². Занимает площадь 5 км². Почтовый индекс — 24041. Телефонный код — 035.
Покровителями коммуны почитаются святые мученики Фаустин и Иовита, празднование 15 февраля, а также святой Виктор, в честь которого воздвигнут небольшой храм.